# Margareta Hellman
Margareta Hellman, född 1942 i Stockholm, är en svensk målare och grafiker.
Hellman studerade vid Gerlesborgsskolan 1967–1969, vid Konsthögskolan i Stockholm 1974 och under självstudier. Separat ställde hon bland annat ut på Grafiska Sällskapet 1974 och på Stockholms stadsmuseum 2014, och hon har medverkat i ett flertal vårsalonger och grafiktriennaler på Liljevalchs konsthall samt Malmö konsthall, Konstfrämjandet, Grafikens Hus och med olika konstföreningar och konsthallar landet runt. Hon har medverkat i vandringsutställningar i USA, Frankrike, Tyskland, Sovjetunionen och Polen. Hon har tilldelats stipendier från Konstnärsnämnden och Stockholms stad ett flertal gånger. Hellman är representerad vid Nationalmuseum, Helsingborgs museum, Västerås konstmuseum, Bibliothèque Nationale i Paris, Cordova i Argentina, Statens konstråd, Gustav VI Adolfs samling, Grafikens hus  i Mariefred och i ett flertal landsting och kommuner.